# Boris Buša
Boris Buša (Vrbas, 25 de abril de 1997) es un jugador profesional de voleibol serbio, juego de posición opuesto. Desde la temporada 2019/2020, el juega en el equipo OK Vojvodina Novi Sad.
Su hermana mayor Bianka, también es una jugadora profesional de voleibol.

## Palmarés

### Clubes
Supercopa de Serbia:
- 2019